# ポルトガル文学
ポルトガル文学（ポルトガルぶんがく、ポルトガル語:Literatura portuguesa）では、ポルトガルで書かれた文学およびポルトガル人によって書かれた文学について述べる。

## 歴史

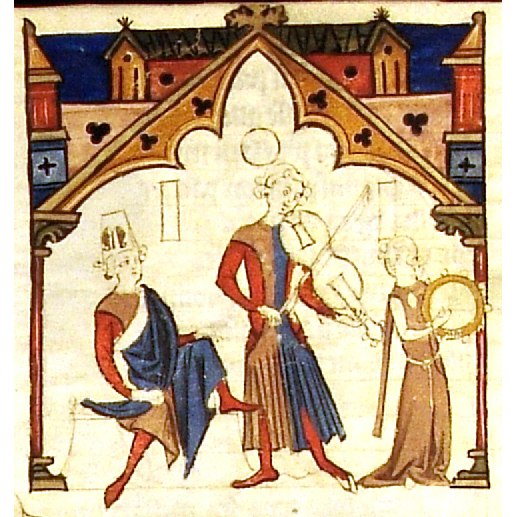
アジューダ古文書館にある歌集

ポルトガル語で書かれた最古の文献は、従来は『アフォンソ2世の遺言書』(1214)であるとされてきたが、近年リスボン大学のアナ・マリア・マルティンスによって『保証人についての覚書』(1175)と呼ばれるさらに古い文献が発見された。ポルトガル文学の始まりは、パイオ・S・デ・タヴェイロによって謳われた12世紀末の恋愛叙事詩に遡る。13世紀に入ると、南フランスのプロヴァンスに起源を持つトゥルバドゥールの叙事詩がガリシア＝ポルトガル語で記録されるようになり、不在の恋人を偲ぶ女性の心情を謳ったカンティーガス・デ・アミーゴ、愛を謳ったカンティーガス・デ・アモール、社会風刺を謳ったカンティーガス・デ・エスカルニオ・イ・マルディゼールと3つのジャンルに細分された。特に、12世紀末から13世紀にかけて在位した国王ディニス1世はポルトガル語の普及に力を尽くし、カンティーガス・デ・アモールの作品を残している。この時代にはカンティーガスにガリシア＝ポルトガル語が大きな影響力を持ったため、カスティーリャ王国のトゥルバドゥールもガリシア＝ポルトガル語で詩を書いており、国王アルフォンソ10世（賢王）もガリシア＝ポルトガル語で『聖母マリア讃歌の書』を残している。これらのトゥルバドゥール文学は14世紀中に姿を消したが、現在にまでこれらのガリシア＝ポルトガル語によるカンティーガスを記録した三種類のカンシオネイロス（詞華集）が残っており、『アジュダ古文書館にある歌集』、『バチカン図書館にある歌集』、『リスボン国立図書館にある歌集』がそれである。

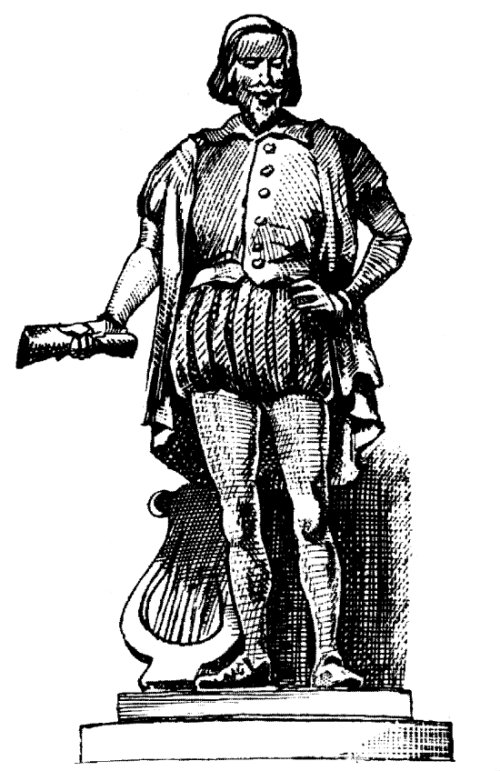
ジル・ヴィセンテ (劇作家)

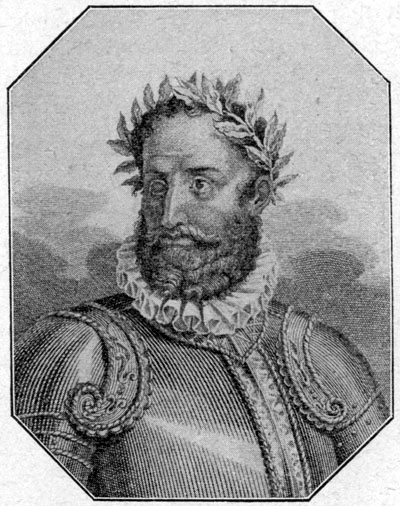
ルイス・デ・カモンイス

16世紀に入ると、詩人のサー・デ・ミランダによってイタリア・ルネサンス文学が導入され、古典主義時代を迎えた。ポルトガルでもウェルギリウスやホラティウスなどの古代ローマや古代ギリシアの文化が規範となり、シェイクスピア以前においてヨーロッパ最大の劇作家として認められ、社会矛盾を描き、スペイン語でも創作したジル・ヴィセンテや、古代ルシタニア人からヴァスコ・ダ・ガマに至るポルトガル人の歴史を著した叙事詩『ウズ・ルジアダス』を残したルイス・デ・カモンイスが現れた。また、16世紀から17世紀にかけては当時ポルトガルがインド航路を開拓し、ブラジルを「発見」するなど大航海時代を先導していたため、これらの海外進出を描く紀行文学が発達した。代表的なものにはポルトガルの航海者による西アフリカの航海と奴隷貿易を記録したゴメス・エアネス・デ・アズララの『西アフリカ航海の記録』や、ブラジル「発見」の記録となったペロ・ヴァス・デ・カミーニャの『書簡』(1500)、海外進出の実証的な歴史記録となったジョアン・デ・バロスの『アジア史』、トメ・ピレスの『東方諸国記』、フェルナン・メンデス・ピントの『東洋巡歴記』(1614)などが存在する。言語面でも、スペイン帝国の支配のために『カスティーリャ語文法』(1492)を著してスペイン語を体系化したアントニオ・デ・ネブリハに倣い、ポルトガルでもフェルナン・デ・オリヴェイラによって『ポルトガル語文法』(1536)が著され、ポルトガル語の体系化が目指された。
17世紀に入り、スペインに併合されていたポルトガルの国力が凋落すると、その影響は文学にも及んだ。この時期に特筆されるのは『説教集』を著し、ポルトガル領ブラジルにおける黒人奴隷制やインディオの奴隷化を批判したイエズス会のアントニオ・ヴィエイラ神父である。18世紀に入るとポルトガルの文化的停滞は更に悪化し、多くの知識人がイギリスやフランスに移住した。ポンバル侯爵による啓蒙専制主義時代にはアルカディア・ルジターナ（ポルトガル作家協会、1756)の創設や、コインブラ大学の改革などの知的な復興計画が進んだものの、ポルトガルの文化活動の停滞は隠せなかった。

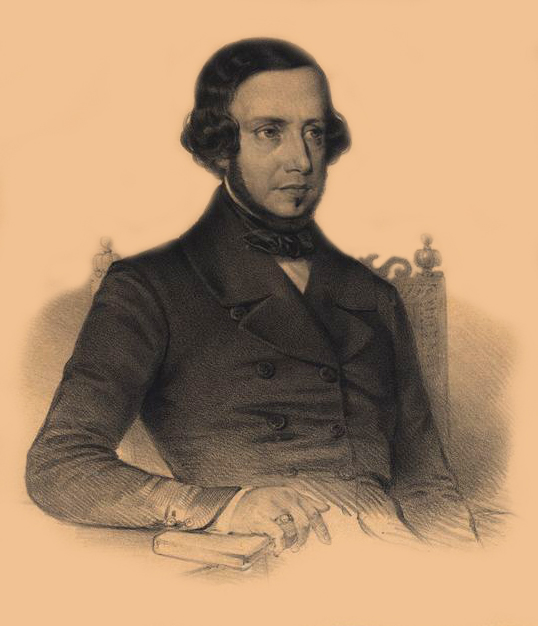
アルメイダ・ガレット

19世紀に入り、ナポレオン戦争が終結すると、ポルトガルにもロマン主義がもたらされた。ポルトガルにおけるロマン主義は1825年に詩人のアルメイダ・ガレットが滞在中のフランスで『カモンイス』を著したことによって導入された。ガレットはその他にも戯曲『修道士ルイス・デ・ソウザ』などを残している。ガレットの他にも初期ロマン主義においてはアレシャンドレ・エルクラーノが活躍し、『ポルトガルの歴史』などの実証史学的な歴史著作を著した。ガレットとエルクラーノに続き、『破滅の恋』(1862)などの北部の習俗を採り入れた散文小説を著したカミロ・カステロ・ブランコや、詩人アントニオ・F・カスティーリョなどが現れたが、ロマン主義に続く保守的な超ロマン主義はコインブラ大学の学生によってその後進性を批判され、ポルトガルの後進性を巡る論争に発展した1865年のコインブラ問題へと繋がっていった。

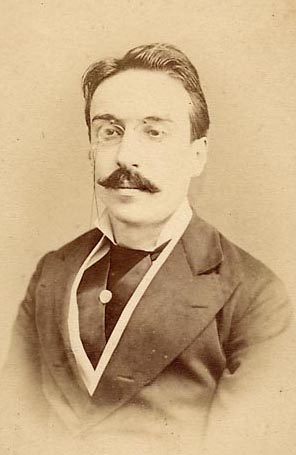
エッサ・デ・ケイロス

コインブラ問題で超ロマン主義者の保守性と、ポルトガルの後進性が批判されると、この潮流は「70年の世代」と呼ばれる実証主義を唱えるグループを生み出した。「70年の世代」からは、唱導者となった詩人のアンテロ・デ・ケンタルを筆頭に、同じく詩人のゲーラ・ジュンケイロ、写実主義小説家のエッサ・デ・ケイロス、歴史家のオリヴェイラ・マルティンスなどが活躍した。特にエッサ・デ・ケイロスは『アマーロ神父の罪』(1875)、『マイア家のひとびと』(1888)など高く評価される作品を多く残している。1890年代に入ると写実主義は衰え、エウジェニオ・デ・カストロの『オアリストス』(1890)の中で象徴主義が唱えられた。また、写実主義の反動として国民主義と理想主義を基盤とした新ガレット主義が興隆した。
1910年の共和制革命によって第一共和政が樹立されると、1912年にジャイメ・コルテザンとラウル・プロエンサによってポルトガルの再生を目指すポルトガル・ルネサンス運動が始まり、同年にはフェルナンド・ペソアによってポルトで機関誌『アギア』が創刊され、文学、美術、音楽など文化一般に多くの人材を輩出した。特に、この運動から現れたテイシェイラ・デ・パスコアイアスは強いナショナリズムから郷愁を意味する「サウダーデ」がポルトガル精神を表現する言葉であることを見出し、このサウドディズモにポルトガルのアイデンティティを見出した。『ポルトガルの海』などで20世紀のカモンイスとも評されたフェルナンド・ペソアはサウドディズモから生まれている。一方、アントニオ・セルジオとジャイメ・コルテザン、ラウル・プロエンサらによって1921年に創刊された『セアラ・ノーヴァ』派はサウドディズモを批判し、共和主義を擁護した。その他にもフランスの極右組織アクション・フランセーズから影響を受けた保守主義者のアントニオ・サルディーニャによって担われた、ルジタニア統合主義のような思想潮流が右翼からの文化ナショナリズム運動となった。
1926年5月28日クーデターと、続くサラザールによるエスタド・ノヴォ体制の確立は文芸運動にも大きな停滞を強いた。しかし、アキリーノ・リベイロやミゲル・トルガ、フェルナンド・ペソア、フェレイラ・デ・カストロ、フェルナンド・ナモーラなどの人物は検閲と弾圧の中でも創作活動を行い続けた。
現代の文学者としては、『修道院回想録』、『白の闇』、『リカルド・レイスの死の年』のジョゼ・サラマーゴや、ポルトガルの植民地戦争、カーネーション革命などを題材とするアントニオ・ロボ・アントゥーネス、アグスティナ・ペッサ・ルイスなどが活躍しており、サラマーゴは1998年にポルトガル語世界で初めてのノーベル文学賞を受賞した。

## 脚註